# Bulgarian Association of Music Producers
Bulgarian Association of Music Producers ou BAMP é uma empresa oficial que representa as indústrias fonográficas da Bulgária. É também associada ao IFPI.